# B2G
B2G (от англ. business-to-government) — отношения между бизнесом и государством. Обычно термин используется для классификации систем электронной коммерции. Примером B2G-систем могут служить системы электронных госзакупок.